# پلانکن
پلانکن (به آلمانی: Planken) شهری در منطقه اوبرلند کشور لیختن‌اشتاین است که ۵٬۳ کیلومتر مربع مساحت دارد و جمعیت آن در سال ۲۰۰۵ میلادی ۳۶۶ نفر بوده‌است.